# Різанина пенсіонерів у Сдероті
Різанина пенсіонерів у Сдероті — масова розправа, влаштована членами терористичної організації ХАМАС зранку свята Сімхат Тора, 7 жовтня 2023 року, у Сдероті. Сталася після того, як мікроавтобус пенсіонерів, який виїхав із Західного Негева для поїздки на Мертве море, зупинився на в'їзді до Сдерота, щоб відремонтувати пробите колесо. Після того, як пасажири мікроавтобуса вийшли з нього, щоб сховатися у сховищі після звуків сирени про обстріл, терористи ХАМАСу розправилися з ними та вбили 15 людей.

## Передісторія
Вранці свята Сімхат Тора, 7 жовтня 2023 року, терористи ХАМАСу здійснили раптову атаку на Ізраїль. Під прикриттям обстрілу Ізраїлю тисячами ракет сотні терористів проникли до ізраїльських поселень та військових об'єктів. Терористи почали перестрілки з не готовими силами безпеки і просунулися до поселень, де розстріляли мирних жителів і викрали в Сектор Гази щонайменше 210 осіб, включаючи жінок, людей похилого віку та немовлят.

## Різанина
Вранці 7 жовтня 2023 року туристичний мікроавтобус вирушив із заходу Негева у бік Мертвого моря, щоб здійснити поїздку для групи пенсіонерів, деякі з яких пережили Голокост. Мікроавтобус забрав пенсіонерів з Офакіма, Нетівота, а потім і зі Сдерота. Через спущене колесо мікроавтобус зупинився на в'їзді до Сдерота, щоб його полагодити. У цей момент пролунали сигнали ракетної атаки, і пасажири мікроавтобуса вийшли з нього в укриття, але двері укриття, яке являло собою укриття з дверима, що автоматично відкриваються, не відчинилися. Два фургони з терористами ХАМАСа, що увірвалися в Сдерот, побачивши групу людей похилого віку, розстріляли їх усіх упритул і вбили.
Водієві вдалося сховатися разом із ще однією жінкою та лягти за огорожею. Терористи змогли побачити їх та відкрили по них вогонь. В результаті перестрілки жінка була вбита, а водій, арабський громадянин Ізраїлю, що лежав під жінкою, прикинувся мертвим і уникнув смерті.
В результаті було вбито 15 пасажирів автобуса.